# Casas Blancas
Casas Blancas är en ort i Mexiko.   Den ligger i kommunen Jerécuaro och delstaten Guanajuato, i den centrala delen av landet, 190 km nordväst om huvudstaden Mexico City. Casas Blancas ligger 1 966 meter över havet och antalet invånare är 112.
Terrängen runt Casas Blancas är kuperad åt sydväst, men åt nordost är den platt. Casas Blancas ligger nere i en dal som går i öst-västlig riktning. Runt Casas Blancas är det ganska tätbefolkat, med 70 invånare per kvadratkilometer. Närmaste större samhälle är Apaseo el Alto, 17,7 km norr om Casas Blancas. I omgivningarna runt Casas Blancas växer huvudsakligen savannskog.